# Zuma (álbum)
Zuma é o sétimo álbum de estúdio do músico canadense Neil Young, publicado pela gravadora Reprise Records em novembro de 1975. Gravado em Malibu com David Briggs como produtor musical, foi o primeiro trabalho do músico com o grupo Crazy Horse após a morte do guitarrista Danny Whitten em 1972, ele foi substituído por Frank Sampedro. O álbum também foi o primeiro trabalho depois de "The Ditch Trilogy", uma trilogia de álbuns que contou com os álbuns: Time Fades Away, On the Beach e Tonight's the Night. Marcado pelo consumo freqüente de álcool e drogas e onde o músico se afastou voluntariamente do sucesso comercial Harvest. O álbum incluía uma mistura de canções country rock com um som muito similar ao Everybody Knows This Is Nowhere, juntamente com faixas de hard rock como estilo "Drive Back", com predomínio da guitarra Old Black.
Após seu lançamento, Zuma, em geral, recebeu boas críticas da imprensa musical, que chamou-lhe um álbum mais acessível em comparação com os últimos três álbuns. No entanto, ele obteve um resultado comercial semelhante à Tonight's the Night. O álbum atingiu o vigésimo quinto posto do Billboard 200, ranking musical estadunidense, resultando na certificação de disco de ouro e no Reino Unido ficando na na colocação de número quarenta e quatro do UK Albums Chart, onde ganhou um disco de prata.

## Contexto

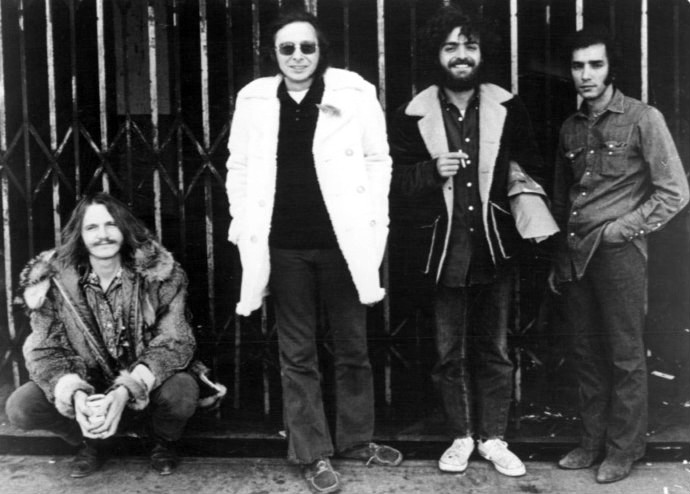
Zuma foi o primeiro trabalho de Young com a banda Crazy Horse após a morte do guitarrista Danny Whitten.

Depois de gravar Everybody Knows This Is Nowhere e realizar vários concertos com a banda Crazy Horse entre fevereiro e março de 1970, Neil Young deixou cair sua colaboração com o grupo em virtudes de outros projetos musicais. Durante os próximos quatro anos, apesar de gravar com a banda em sessões de After the Gold Rush durante os intervalos em sua turnê conjunta, Young centrou sua atividade no trabalho com Crosby, Stills & Nash e álbuns gravados como Harvest e Time Fades Away com grupos como The Stray Gators.

## Faixas
As músicas foram compostas por Neil Young.

### Lado A[3]
| N.º | Título               | Duração |  |
| 1.  | "Don't Cry No Tears" | 2:34    |  |
| 2.  | "Danger Bird"        | 6:54    |  |
| 3.  | "Pardon My Heart"    | 3:49    |  |
| 4.  | "Lookin' For a Love" | 3:17    |  |
| 5.  | "Barstool Blues"     | 3:02    |  |

### Lado B[3]
| N.º | Título              | Duração |  |
| 1.  | "Stupid Girl"       | 3:13    |  |
| 2.  | "Drive Back"        | 3:32    |  |
| 3.  | "Cortez the Killer" | 7:29    |  |
| 4.  | "Through My Sails"  | 2:41    |  |

## Equipe
Músicos
- Neil Young: vocalista e guitarrista
- Frank Sampedro: guitarra rítmica
- Billy Talbot: Contrabaixo e coro
- Ralph Molina: Bateria e coro
- Tim Drummond: Baixo (Pardon My Heart)
- David Crosby: coro (Through My Sails)
- Stephen Stills: Baixo e coro (Through My Sails)
- Graham Nash: coro (Through My Sails)
- Russ Kunkel: congas (Through My Sails)

Equipe técnica
- David Briggs: Produtor musical
- Tim Mulligan: produtor (Pardon My Heart» e Lookin' For a Love)
- George Horn: Masterização
- James Mazzeo: Diretor artístico

## Posições em Ranking
Álbum
| País           | Ranking                  | Posição |
| -------------- | ------------------------ | ------- |
| Canadá         | Canadian Albums Chart    | 69      |
| Estados Unidos | Billboard 200            | 25      |
| Japão          | Oricon LP Chart          | 84      |
| Nova Zelândia  | New Zealand Albums Chart | 35      |
| Países Baixos  | Mega Álbum Top 100       | 4       |
| Reino Unido    | UK Albums Chart          | 44      |

Canção
| Canção             | Ranking         | Posição |
| ------------------ | --------------- | ------- |
| Lookin' For a Love | RPM Top Singles | 48      |